# Mimi Miyagi
Mimi Miyagi, nome artístico de Melody Damayo, (Davao, 3 de julho de 1973) é uma atriz pornográfica filipina.

## Biografia

### Começo
Mimi nasceu na cidade de Davao, sendo a segunda de quatro irmãos de uma família adventista. Quando ela tinha seis anos mudou-se para os Estados Unidos com a família, e viveu na Califórnia. Ela retornou a Mindanao para estudar e sua família a matriculou em uma escola adventista em Misamis, na tentativa de que ela fosse incorporar tradicionais valores morais filipinos.
Após formar-se no ensino médio, ela se matriculou em uma universidade adventista em Bukidnon, mas desistiu no segundo ano. Ela queria ser disc jockey na estação de rádio da faculdade, o que a fez decidir por uma carreira no show business. Mimi retornou a Los Angeles e obteve uma matrícula em uma faculdade de publicidade e moda, mas novamente abandonou a graduação superior, Quando ficou sem dinheiro, começou a procurar outros trabalhos.

### Carreira Na Pornografia
Como ela era maior de idade, começou a trabalhar em filmes pornográficos, estreando em um vídeo de Ed Powers. Ela adotou o nome "Mimi", um apelido de infância dado por sua avó. "Miyagi" derivou-se do personagem "Sr. Miyagi" (interpretado pelo ator nipo-americano Pat Morita) da série de filmes The Karate Kid. Segundo ela, o pseudônimo deu um ar de mistério à sua origem asiática.
Em 1996, ela retirou-se da indústria do entretenimento adulto e mudou-se para Henderson, Nevada e casou-se com um ex-jogador de futebol americano. Durante esse tempo teve problemas legais com seu website, MimiMiyagi.com, a respeito do domínio. Perdendo a demanda, criou um novo website.
Ela criou a revista pornográfica Oriental Dolls (agora conhecida como Asian Hotties). Em 1999, produtora de filmes pornográficos e agente de talentos para a Metro Home Video e produziu a série intitulada "FantAsiany".

### Tentativa na Política

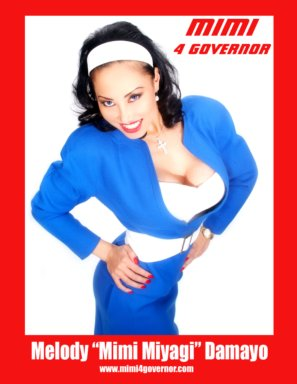
Poster da campanha,
Cortesia de Mimi Miyagi.

Em 12 de maio de 2006, ela concorreu ao cargo de governadora do Estado de Nevada em 2006 nas primárias do Partido Republicano, usando seu nome de nascimento, Melody Damayo. "Eu não tinha nada a esconder, muitas pessoas já me viram por inteira." afirmou ela. Um dos seus slogans era "Sou nua e honesta em todos os momentos." Sua candidatura veio três anos depois de apoiar a campanha da também atriz pornô Mary Carey para governadora da Califórnia em 2003. Ela foi severamente criticada pela bancada ultraconservadora do partido, por causa de sua profissão do passado. Mimi enfrentou outros quatro pré-candidatos republicanos na primária em 15 de agosto de 2006, e foi derrotada por ampla margem de diferença por Jim Gibbons.

## Filmografia parcial

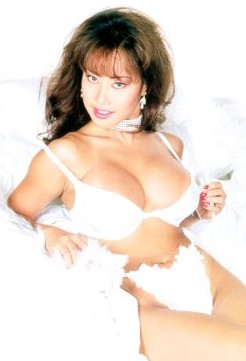
Foto clássica de de Mimi Miyagi.

- Amazing Asian Ass
- East Eats West
- Happy Ending
- Tits Up Taipei
- Amber the Lesbian Queefer
- The Best of Oriental Anal # 1
- FantASIANy # 4
- FantASIANy # 3
- Freaks of Nature
- Oriental Lust
- Busty Bangkok Bangers
- Dirty Bob's Xcellent Adventures # 20
- Reflections
- Anal Asians
- Sensual Exposure
- Sex
- She's the Boss
- Whoppers # 6
- Anal Adventures # 1: Anal Executive
- Anal Asian
- Bardot
- Beverly Hills Geisha
- Caught From Behind # 17
- Confessions # 2
- Deep Throat # 6
- The Dragon Lady # 4: Tales from the Bed 3
- The Last Good Sex
- Made in Japan
- More Dirty Debutantes # 12
- Oriental Temptations
- Paper Tiger
- Rainbows
- Sex Symphony
- Star Struck
- Anal Climax # 2
- Anal Fury
- Asian Anals
- Blow Job Betty
- Chocolate & Vanilla Twist
- Girlz n the Hood
- Seoul Train
- Sex Sting
- Sex Trek II: The Search for Sperm
- Women of Color
- Secret Obsession